# Palaetheta
Palaetheta é um gênero de mariposa pertencente à família Acrolepiidae.